# Humpen (kulle i Antarktis)
Humpen är en kulle i Antarktis. Den ligger i Östantarktis. Norge gör anspråk på området. Toppen på Humpen är 1 410 meter över havet, eller 60 meter över den omgivande terrängen. Bredden vid basen är 1,2 km.
Terrängen runt Humpen är kuperad, och sluttar norrut. Trakten är obefolkad. Det finns inga samhällen i närheten.